# Ecuador
Ecuador, quốc hiệu là Cộng hoà Ecuador, là một quốc gia ở Nam Mỹ, giáp với Colombia ở phía bắc, Perú ở phía đông và nam, và với Thái Bình Dương ở phía tây. Nước này gồm Quần đảo Galápagos tại Thái Bình Dương, khoảng 965 kilômét phía tây lãnh thổ chính. Ecuador là từ tiếng Tây Ban Nha chỉ xích đạo. Ecuador trải dài cả hai bên đường xích đạo và có diện tích 256.370 km². Thủ đô nước này là Quito; thành phố lớn nhất là Guayaquil.

## Lịch sử

### Cuộc đọ sức châu Âu tới Nhà nước độc lập

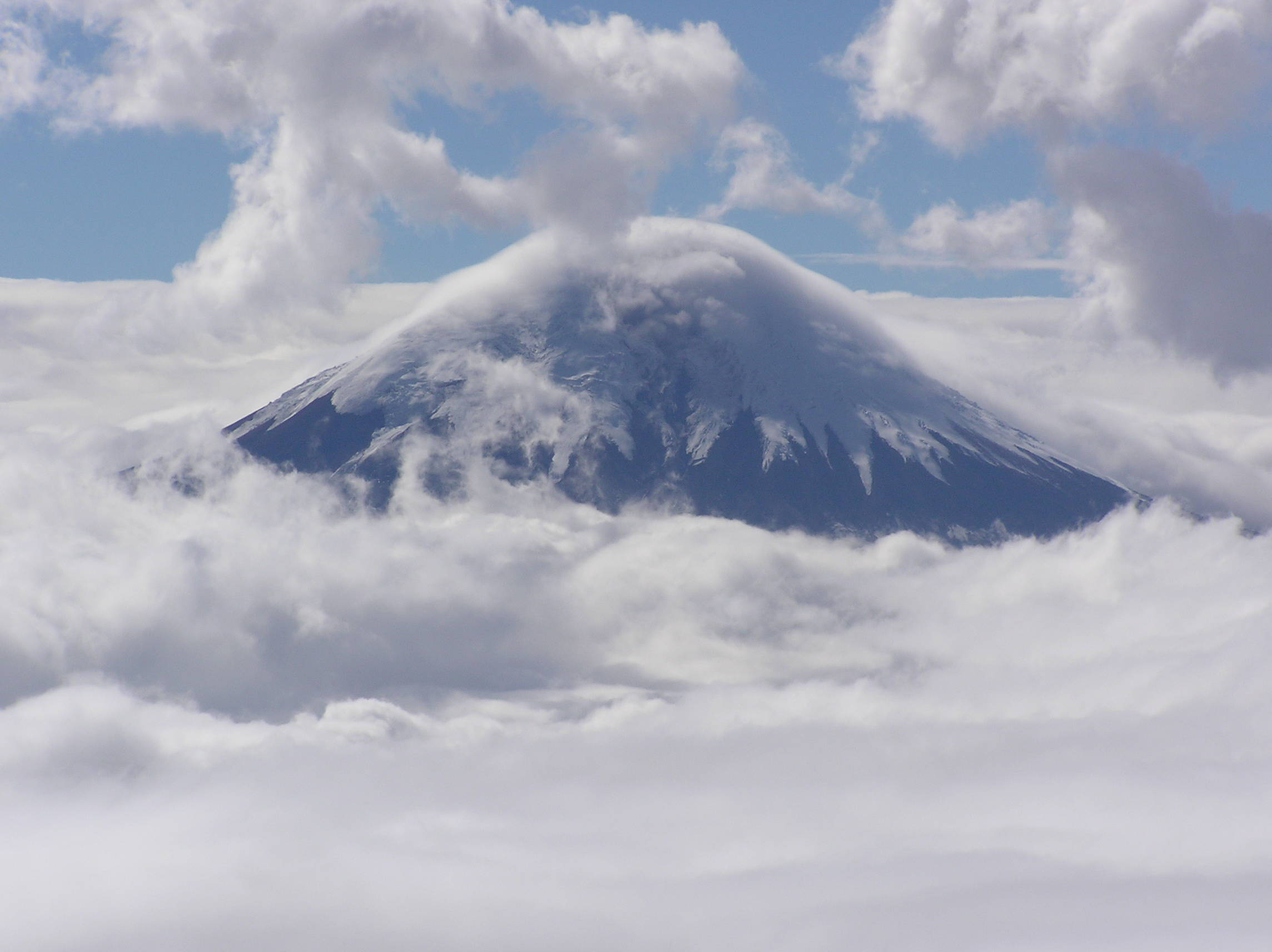
Núi lửa Cotopaxi

Những dân tộc bản xứ đã sống tại Ecuador từ lâu trước khi vùng này bị người Inca chinh phục. Thông qua các cuộc chiến tranh và những cuộc hôn nhân liên tục giữa các quốc gia khác nhau tại vùng thung lũng Interandean, vùng này đã trở thành một phần của Đế chế Inca. Atahualpa, một trong những con trai của hoàng đế Inca Huayna Capac, sinh tại Quito. Tuy nhiên, ông không được nối ngôi Đế chế bởi hoàng đế còn có một người con khác, Huascar, sinh tại Cusco, thủ đô Đế chế Inca. Vì thế, ngay khi Huayna Capac chết, đế chế bị chia làm hai: Atahualpa nhận phía bắc với thủ đô tại Quito, và Huascar ở phía nam với thủ đô tại Cusco. Chưa tới một tuần sau, những kẻ chinh phục Tây Ban Nha, dưới quyền chỉ huy của Francisco Pizarro, đã tới đế chế Inca đang bị chia rẽ bởi nội chiến. Atahualpa muốn đánh bại Huascar và cai trị cả đế chế Inca thống nhất.
Tuy nhiên, người Tây Ban Nha với những ước vọng chinh phục đã xây dựng một pháo đài của họ tại Cajamarca, bắt Atahualpa trong Trận Cajamarca và giữ ông để đòi tiền chuộc. Một căn phòng đầy vàng và hai căn phòng đầy bạc là cái giá của ông. Trong khi bị bắt, Atahualpa đã dàn xếp vụ ám hại người anh/em cùng cha khác mẹ là Huascar tại Cusco. Việc này càng tạo điều kiện để những kẻ chinh phục Tây Ban Nha chiếm cả đế chế Inca. Dù bị bao vây bởi số lượng quân đông đảo hơn nhiều, người Tây Ban Nha đã hành quyết Atahualpa. Để phá vây ra khỏi pháo đài, người Tây Ban Nha đã sử dụng tất cả các loại súng họ có và mở cửa qua nhiều tầng người Inca đang hoang mang. Những năm sau đó những kẻ thực dân Tây Ban Nha trở thành tầng lớp cao cấp mới tập trung quyền lực trong tay vị Phó vương Peru và Nueva Granada.
Người dân bản xứ chết một phần mười vì bệnh dịch trong thập kỷ cai trị đầu tiên của Tây Ban Nha — khoảng thời gian khi những người bản xứ cũng bị bắt lao động trong hệ thống "encomienda" của những kẻ chủ đất Tây Ban Nha. Năm 1563, Quito trở thành nơi đóng trụ sở của một "audiencia" (quận hành chính) hoàng gia Tây Ban Nha và một phanà của vùng đất Phó vương Peru với thủ đô tại Lima.
Sau gần ba trăm năm thuộc địa Tây Ban Nha, Quito hầu như luôn có dân số khoảng mười ngàn người, và chính tại đây, trong Trận Pichincha năm that Ecuador đã gia nhập Cộng hòa Đại Colombia của Simón Bolívar, và chỉ trở thành một nước cộng hòa riêng biệt từ năm 1830.

### Từ thời độc lập tới hiện tại
Thế kỷ XIX được đánh dấu bởi tình trạng bất ổn, với sự thay đổi nhanh chóng của các cá nhân cầm quyền. Nhân vật bảo thủ Gabriel Garcia Moreno đã thống nhất đất nước trong những năm 1860 với sự hỗ trợ của Nhà thờ Cơ đốc giáo La Mã. Cuối thế kỷ mười chín, nhu cầu cacao của thế giới khiến nền kinh tế trở nên gắn chặt với xuất khẩu hàng hóa và dẫn tới những phong trào di cư từ các cao nguyên xuống những khu vực nông nghiệp ở biên giới ven biển.
Một cuộc cách mạng tự do bắt nguồn từ vùng ven biển nổ ra năm 1895 dưới sự chỉ huy của Eloy Alfaro khiến quyền lực của giới tăng lữ và các chủ đất bảo thủ thuộc vùng cao nguyên giảm sút, và phe tự do giữ quyền lực cho tới tận cuộc "Cách mạng Julia" quân sự năm 1925. Những năm 1930 và 1940 được đánh dấu bởi tình trạng bất ổn và các chính trị gia dân túy, như vị Tổng thống năm lần cầm quyền José María Velasco Ibarra.
Quyền kiểm soát lãnh thổ lòng chảo Amazon đã dẫn tới tranh cãi kéo dài giữa Ecuador và Peru. Năm 1941, giữa lúc căng thẳng đang tăng cao giữa hai nước, chiến tranh bùng phát. Peru cho rằng sự hiện diện của quân đội Ecuador tại vùng lãnh thổ do Peru tuyên bố chủ quyền là hành động xâm lược, trong khi Ecuador cho rằng Peru đã xâm lược Ecuador. Tháng 7 năm 1941, quân đội được huy động. Peru có quân đội 11.681 người, đối đầu với đội quân có trang bị cũng như hậu cần kém cỏi của Ecuador với chỉ 5.300 lính, trong số đó chỉ hơn 1.300 người được triển khai tại các tỉnh phía nam đất nước. Tình trạng thù địch bùng phát ngày 5 tháng 7 năm 1941, khi các lực lượng Peru vượt qua sông Zarumilla ở nhiều điểm, thăm dò sức mạnh và địa điểm triển khai của quân biên phòng Ecuador. Cuối cùng ngày 23 tháng 7 năm 1941, quân Peru tung ra một cuộc tấn công lớn, vượt sông Zarumilla và tiến về phía tỉnh El Oro của Ecuador. Trong thời gian chiến tranh Peru chiếm quyền kiểm soát toàn bộ các lãnh thổ tranh chấp và chiếm tỉnh El Oro của Ecuador và một số vùng thuộc tỉnh Loja (khoảng 6% diện tích đất nước), yêu cầu chính phủ Ecuador phải từ bỏ các tuyên bố chủ quyền của họ. Hải quân Peru đã phong tỏa cảng Guayaquil, cắt những đường viện trợ cho quân đội Ecuador. Sau vài tuần chiến tranh, và dưới sức ép của Hoa Kỳ cũng như nhiều quốc gia Mỹ Ltainh khác, tất cả các hành động chiến tranh ngừng lại. Ecuador và Peru đã đạt được một thỏa thuận tại Rio Protocol, ký kết ngày 29 tháng 1 năm 1942, để tạo lập một liên minh thống nhất chống lại Phe Trục trong Chiến tranh thế giới thứ hai. Vì đã giành chiến thắng, Peru được trao số lãnh thổ tranh chấp. Hai cuộc chiến khác, và một thỏa thuận hòa bình đã đạt được năm 1999, và sẽ chính thức chấm dứt tình trạng tranh chấp. Cả hai cuộc chiến đều không được tuyên bố. (Xem Vụ Paquisha và Chiến tranh Cenepa.)

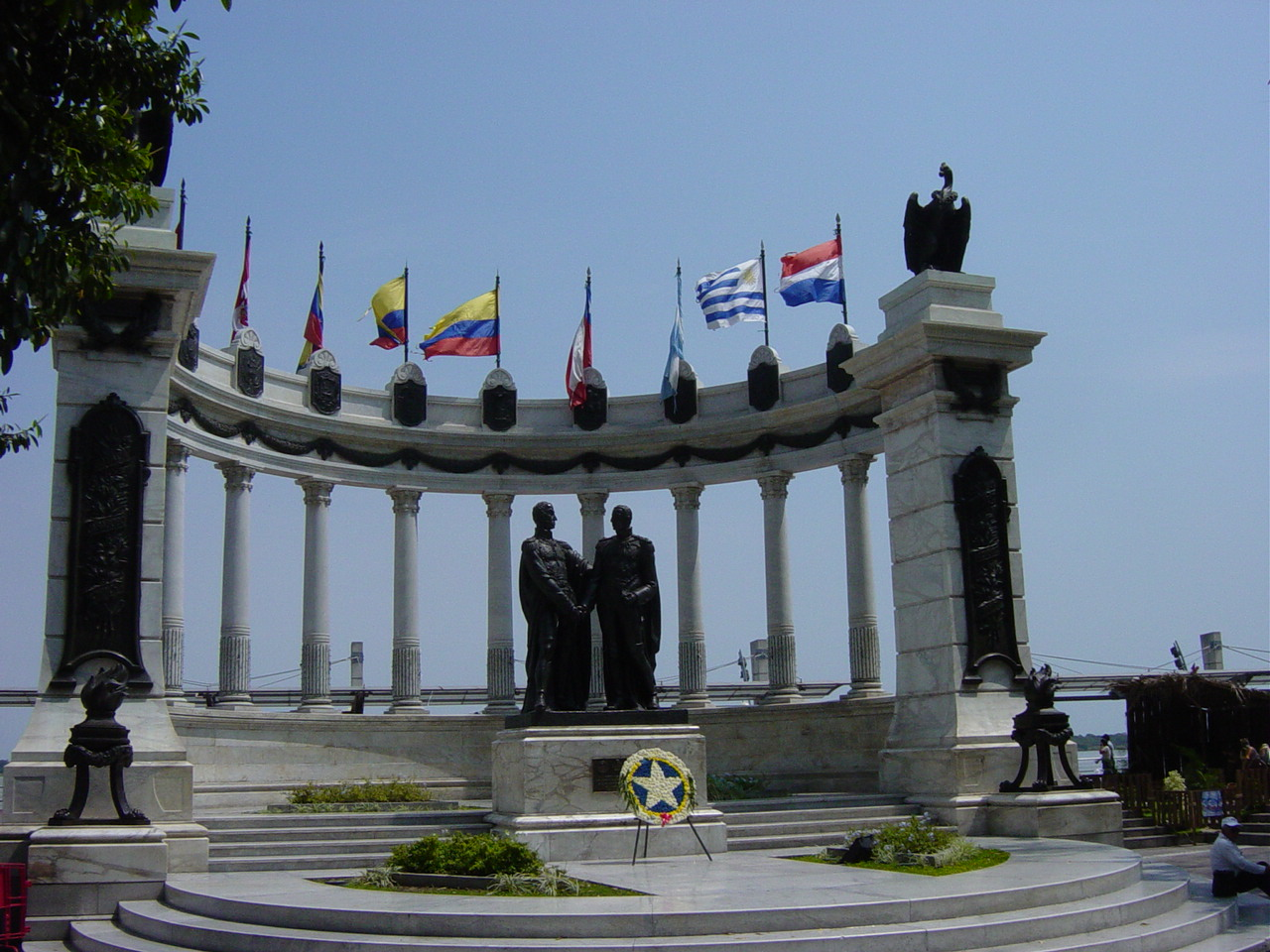
Tượng đài tại Guayaquil kỷ niệm cuộc gặp giữa Simón Bolívar và José de San Martín

Tình trạng giảm phát và náo động của dân chúng đã dẫn tới sự quay trở lại của nền chính trị dân túy và những cuộc can thiệp quân sự trong nước ở thập niên 1960, trong khi các công ty nước ngoài tìm kiếm và khai thác các nguồn tài nguyên dầu mỏ tại vùng Amazon của Ecuador. Năm 1972, việc xây dựng đường ống Andean, đưa dầu từ phía đông tới bờ biển hoàn thành, biến Ecuador trở thành nước xuất khẩu dầu mỏ lớn thứ hai Nam Mỹ. Cùng năm ấy, một hội đồng "cách mạng và quốc gia" đã lật đổ chính phủ, và nắm quyền đến tận năm 1979, khi những cuộc bầu cử được tổ chức theo hiến pháp mới. Jaime Roldós Aguilera được bầu làm Tổng thống, và ông cầm quyền đến ngày 24 tháng 5 năm 1981, khi thiệt mạng trong một vụ rơi máy bay. Tới năm 1982, chính phủ Osvaldo Hurtado phải đối mặt với một cuộc khủng hoảng kinh tế, đặc trưng ở tỷ lệ lạm phát và thâm hụt ngân sách cao, đồng tiền mất giá nợ dịch vụ gia tăng, các ngành công nghiệp kém tính cạnh tranh, dấn tới sự bất ổn kinh niên.
Nhiều năm quản lý kém cỏi, bắt đầu từ việc xử lý sai lầm món nợ quốc gia trong thập niên 1970 của chính quyền quân sự, đã đưa đất nước tới tình trạng không thể quản lý. Tới giữa thập niên 1990, chính phủ Ecuador đã trở thành một nhánh hành pháp kém cỏi đấu tranh với nhau để làm hài lòng các tầng lớp cầm quyền, tìm đại diện bên trong nhánh lập pháp và tư pháp. Ba vị tổng thống được bầu dân chủ cuối cùng không thể cầm quyền trọn nhiệm kỳ của mình trong giai đoạn 1996-2006.
Sự nổi lên của những người bản xứ (chưa tới 2%) với tư cách nhóm cử tri năng động càng làm sự bất ổn dân chủ tăng thêm trong những năm gần đây. Dân chúng đã chán ngán với sự bất lực của chính phủ trong việc thực hiện những lời hứa về cải cách ruộng đất, hạ tỷ lệ thất nghiệp và tăng cường dịch vụ phúc lợi xã hội, và sự khai thác quá mức của tầng lớp thượng lưu chủ đất.
Sự bất náo động dân sự, cùng với những hành động gây bất ổn của cả phe thượng lưu và các phong trào cánh tả, đã dẫn tới sự xói mòn quyền lực của phe lập pháp. Các nhánh chính phủ trao cho tổng thống rất ít quyền hành, như vụ việc xảy ra tháng 4 năm 2005 khi Nghị viện Ecuador lật đổ Tổng thống Lucio Gutiérrez.
Phó tổng thống Alfredo Palacio lên thay và cầm quyền tới cuộc bầu cử tổng thống năm 2006, không ứng cử viên nào giành được thắng lợi quyết định và cuộc bầu cử vòng hai ngày 26 tháng 11 đã mang lại thắng lợi cho Rafael Correa trước Alvaro Noboa. Thắng lợi của ông (57% số phiếu hợp lệ) là thắng lợi với số phiếu cao nhất từ khi bắt đầu thời kỳ dân chủ tại quốc gia này năm 1979, sau Jaime Roldós (1979) và Sixto Durán Ballén (1992).

## Địa lý
Ecuador có ba vùng địa lý chính, và một vùng hải đảo tại Thái Bình Dương:
- La Costa, hay khu vực ven biển, gồm các vùng đất thấp phía tây đất nước, gồm cả dải bờ biển Thái Bình Dương.
- La Sierra ("cao nguyên") là vành đai cao chạy từ phía bắc về phía nam dọc trung tâm đất nước, địa hình đồi núi của nó nổi bật nhất là dãy núi Andes.
- El Oriente ("phía đông") gồm các vùng rừng mưa nhiệt đới Amazon ở phía đông đất nước, chiếm gần một nửa tổng diện tích quốc gia, dù dân số chỉ chưa tới 5%.
- Región Insular là vùng gồm Quần đảo Galápagos, khoảng 1.000 kilômét (620 mi) phía tây lục địa trên Thái Bình Dương.

Thủ đô Ecuador là Quito, nằm tại tỉnh Pichincha ở vùng Sierra. Thành phố lớn nhất nước là Guayaquil, tại tỉnh Guayas ở ven biển. Cotopaxi, nằm phía nam Quito, ở tỉnh cùng tên, là một trong những núi lửa cao nhất thế giới hiện đang hoạt động. Núi Chimborazo (6.310 mét) được coi là điểm xa nhất từ trung tâm Trái Đất, khi biết dạng hình trứng của vỏ quả đất, là nơi rộng nhất tại xích đạo.

## Chính trị

### Phân cấp hành chính
Ecuador được chia thành hai mươi bốn tỉnh, mỗi tỉnh có thủ phủ hành chính riêng:
| Tỉnh       | Thủ phủ                 |
| ---------- | ----------------------- |
| Azuay      | Cuenca                  |
| Bolívar    | Guaranda                |
| Cañar      | Azogues                 |
| Carchi     | Tulcán                  |
| Chimborazo | Riobamba                |
| Cotopaxi   | Latacunga               |
| El Oro     | Machala                 |
| Esmeraldas | Esmeraldas              |
| Galápagos  | Puerto Baquerizo Moreno |
| Guayas     | Guayaquil               |
| Imbabura   | Ibarra                  |

| Tỉnh             | Thủ phủ                      |
| ---------------- | ---------------------------- |
| Loja             | Loja                         |
| Los Ríos         | Babahoyo                     |
| Manabí           | Portoviejo                   |
| Morona-Santiago  | Macas                        |
| Napo             | Tena                         |
| Orellana         | Puerto Francisco de Orellana |
| Tỉnh Pastaza     | Puyo                         |
| Pichincha        | Quito                        |
| Sucumbíos        | Nueva Loja                   |
| Tungurahua       | Ambato                       |
| Zamora-Chinchipe | Zamora                       |

Bản đồ Ecuador

Các tỉnh được chia thành 199 tổng và được chia nhỏ tiếp thành các xã (hay parroquias).

## Kinh tế

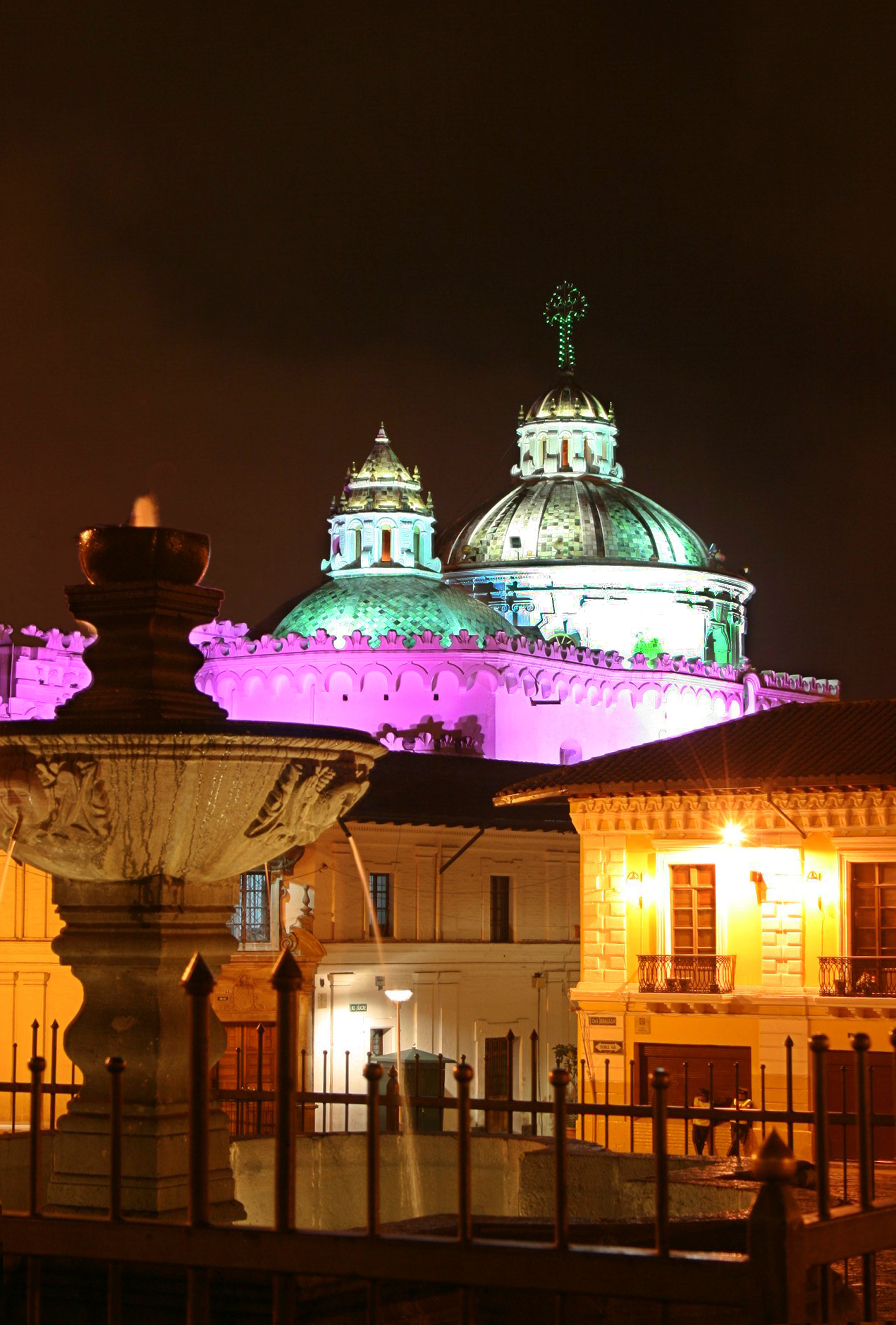
Quito buổi đêm

Ecuador có nguồn tài nguyên dầu mỏ đáng kể và sở hữu nhiều vùng đất canh tác màu mỡ. Vì xuất khẩu chủ yếu là các sản phẩm như dầu mỏ, chuối, hòa và tôm, sự biến động giá trên thị trường thế giới có ảnh hưởng lớn tới nền kinh tế trong nước. Công nghiệp chủ yếu theo định hướng dịch vụ và thị trường nội địa, và một số sản phẩm xuất khẩu vào thị trường Chung Andean. Giảm phát kinh tế trong giai đoạn 1997-98 đã dẫn tới một cuộc khủng hoảng kinh tế và tài chính nghiêm trọng năm 1999. Cuộc khủng hoảng cộng với một số cú sốc toàn cầu, như hiện tượng El Niño năm 1997, giá dầu giảm mạnh năm 1997-98, và sự bất ổn định ngày càng tăng của thị trường quốc tế năm 1997-98. Những yếu tố đó càng cho thấy sự yếu kém trong hoạch định chính sách kinh tế của chính phủ Ecuador cộng với tình trạng thâm hụt thuế nặng và chi tiêu cao khiến GDP giảm sút 7.3%, lạm phát hàng năm lên tới 52.2% và đồng tiền tệ quốc gia mất giá 65% năm 1999, khiến các khoản cho vay nước ngoài sụt giảm vào năm sau đó.

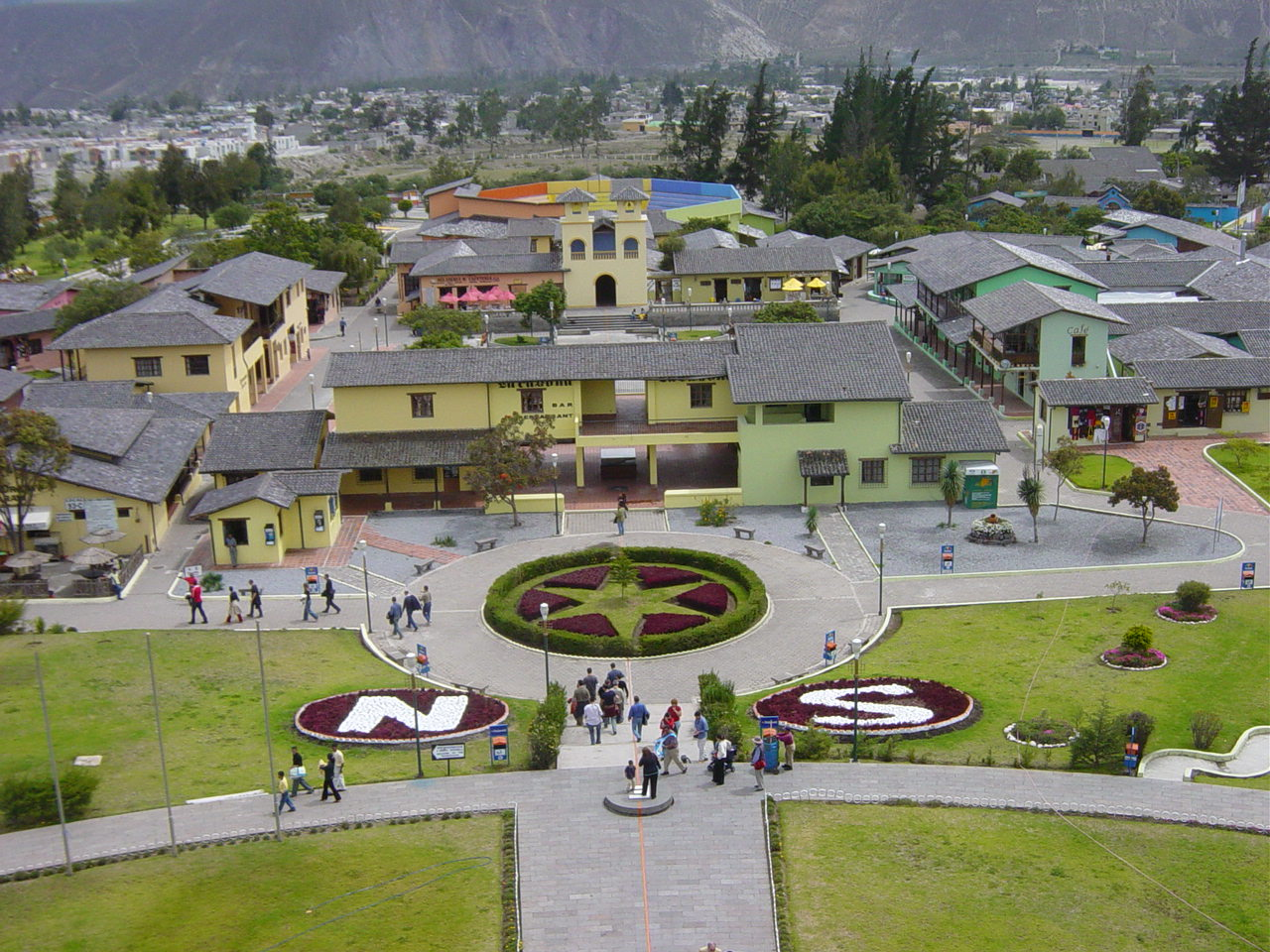
Ciudad Mitad del Mundo nhìn từ khu đất cao 30 mét phía tây bảo tàng

Ngày 9 tháng 1 năm 2000, chính quyền của Tổng thống Jamil Mahuad thông báo dự định đưa đồng dollar Mỹ làm đồng tiền tệ chính thức của Ecuador để giải quyết cuộc khủng hoảng kinh tế đang diễn ra. Đồng dollar đã trở thành đồng tiền tệ chính thức từ ngày 10 tháng 9 năm 2000, khi đồng nội tệ được xác định tỷ lệ cố định với nó, như trường hợp Argentina từng làm, trên lý thuyết có nghĩa những lợi ích từ việc đúc tiền sẽ thuộc về nền kinh tế Mỹ. Những cuộc phản kháng sau đó liên quan tới những cuộc khủng hoảng kinh tế và tài chính khiến Mahuad phải rời bỏ chức vụ và sự thăng tiến của Phó tổng thống Gustavo Noboa.
Tuy nhiên, chính phủ Noboa đã xác nhận cam kết của họ về việc lấy hành động dollar hóa làm chính sách chủ chốt để khôi phục kinh tế. Chính phủ cũng tiến hành thương lượng với Quỹ Tiền tệ Quốc tế (IMF), hoàn thành thỏa thuận hoãn nợ hai mươi tháng với quỹ này. Các chính sách khác gồm nỗ lực giảm thâm hụt thuế của chính phủ, tiến hành cải cách cơ cấu để tăng cường sức mạnh cho hệ thống ngân hàng và lấy lại khả năng tiếp cận các thị trường vốn tư nhân.
Nhờ giá dầu mỏ tăng cao, kinh tế Ecuador đã bắt đầu phục hồi trong năm 2000, với mức tăng trưởng GDP 1.9%. Tuy nhiên, ước tính 70% dân số vẫn sống dưới mức nghèo khổ trong năm 2000, gần gấp hai năm 1995.
Tính đến năm 2016, GDP của Ecuador đạt 99.118 USD, đứng thứ 62 thế giới và đứng thứ 9 khu vực Mỹ Latin.

## Nhân khẩu

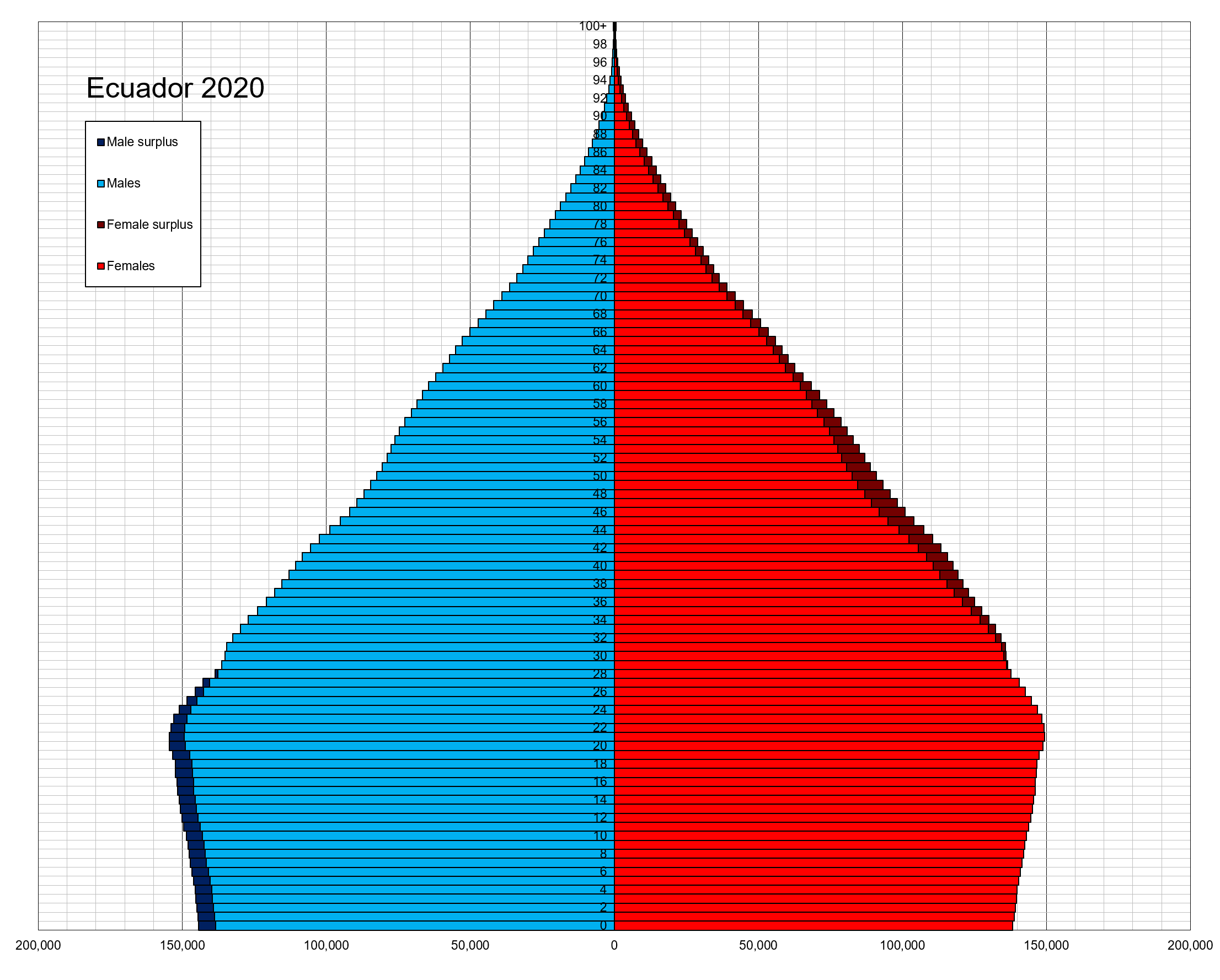
Tháp dân số Ecuador vào năm 2020

Ecuador là một quốc gia đa sắc tộc. Năm 2018, dân số của Ecuador ước tính là 17.084.358 người. Dân tộc lớn nhất (tính đến  năm 2010) là Mestizo, chiếm 71% dân số (nếu bao gồm dân số Mestizo ven biển gọi là Montubio thì là 79%). Mestizo là người lai giữa thổ dân châu Mỹ và người gốc Âu, thường là thực dân Tây Ban Nha, trong một số trường hợp bao gồm thổ dân châu Mỹ chịu ảnh hưởng của văn hóa Tây Ban Nha.
Có một cộng đồng người Ecuador sống ở nước ngoài khá lớn tại Tây Ban Nha và Italia, cũng như trên khắp Châu Âu, Hoa Kỳ, Canada và Nhật Bản. Ước tính  700.000 người đã rời khỏi Ecuador sau cuộc khủng hoảng kinh tế năm 1999, và tổng cộng số người Ecuador sống ở nước ngoài khoảng 2.5 triệu.
Vùng rừng nhiệt đới ở phía đông dải núi non là nơi còn thưa thớt dân cư và chỉ chiếm khoảng 3% dân số.
Hệ thống giáo dục công cộng miễn phí và bắt buộc, và độ tuổi bắt buộc tới trường từ năm tới mười bốn. Tuy nhiên, Bộ giáo dục đã báo cáo rằng chỉ 76% trẻ em hoàn thành sáu năm học. Tại các vùng nông thôn, chỉ 10% trẻ em học lên các cấp cao hơn. Những thống kê của bộ này cho thấy con số năm học trung bình là 6.7. Ecuador có sáu mốt trường Đại học, nhiều trường trong số đó hiện cấp bằng học tiếp lên trên (graduate degree), dù chỉ 87% số khoa tại các trường đại học nhà nước có cấp bằng này. 300 Viện Cao học hiện cung cấp các khóa học nghề sau cấp ba hay huấn luyện kỹ thuật kéo dài ba năm.

### Tôn giáo
| Tôn giáo ở Ecuador (2014) | Tôn giáo ở Ecuador (2014) | Tôn giáo ở Ecuador (2014) | Tôn giáo ở Ecuador (2014) | Tôn giáo ở Ecuador (2014) |
| ------------------------- | ------------------------- | ------------------------- | ------------------------- | ------------------------- |
| Tôn giáo                  | Tôn giáo                  |                           | Tỷ lệ phần trăm           | Tỷ lệ phần trăm           |
| Công giáo                 | Công giáo                 |                           | 79%                       | 79%                       |
| Tin Lành                  | Tin Lành                  |                           | 13%                       | 13%                       |
| Không tôn giáo            | Không tôn giáo            |                           | 5%                        | 5%                        |
| Tôn giáo khác             | Tôn giáo khác             |                           | 3%                        | 3%                        |

Năm 2012, 91.95% dân số Ecuador theo tôn giáo, trong đó 80.44% theo Công giáo, 11.30% theo Tin Lành hoặc chủ nghĩa phúc âm, 1.29% theo Nhân Chứng Giê-hô-va và 6.97% theo tôn giáo khác (chủ yếu là Do Thái giáo, Phật giáo và Giáo hội các Thánh hữu Ngày sau của Chúa Giêsu Kytô), 7.94% vô thần và 0.11% theo thuyết bất khả tri.
Đa số các lễ hội và những cuộc diễu hành hàng năm dựa trên những ngày lễ tôn giáo. Trong những năm gần đây, Giáng sinh ngày càng trở nên Châu Mỹ hoá, số lượng nhà trang trí các đồ Nôel và đèn màu gia tăng.
Có một cộng đồng Hồi giáo nhỏ với số lượng vài ngàn người. Cộng đồng Do Thái chỉ có hơn một ngàn người và chủ yếu có nguồn gốc Đức và Italia. Cũng có một số người Sephardic Jews (Judeo-Spanish Jews).

## Văn hoá
Văn hoá chủ đạo của Ecuador được xác định bởi cộng đồng mestizo đa số và, như tổ tiên của họ, là một sự hòa trộn giữa các ảnh hưởng Châu Âu và Amerindian kết hợp với các yếu tố Châu Phi thừa hưởng từ những người nô lệ da đen. Các cộng đồng bản xứ Ecuador đã hòa nhập vào trong văn hóa chủ đạo ở nhiều mức độ khác nhau, nhưng một số cộng đồng vẫn đang sống theo những tư tưởng văn hóa bản địa của họ, đặc biệt tại các cộng đồng hẻo lánh thuộc lòng chảo Amazon.

### Thể thao

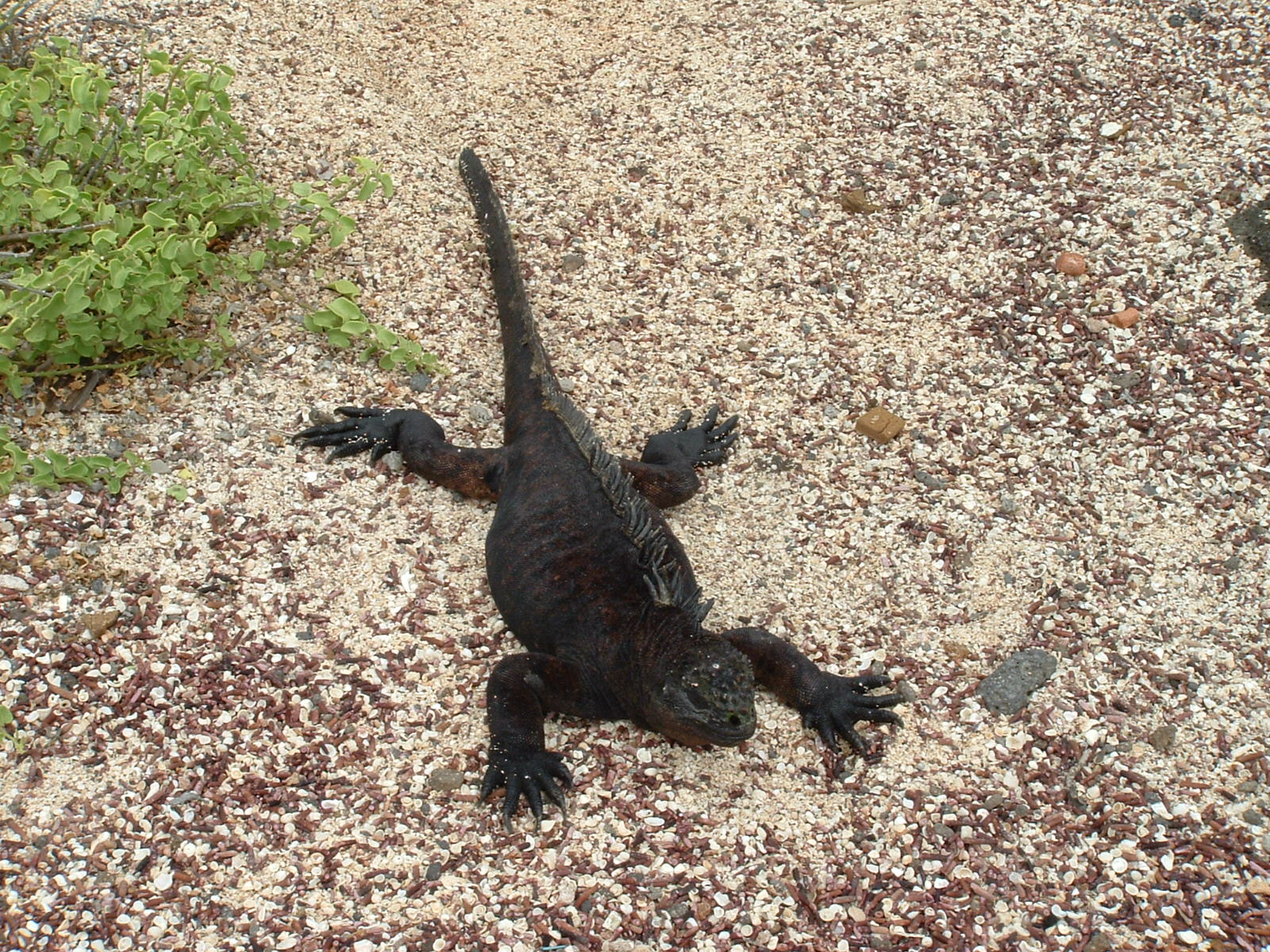
Cự đà biển (marine iguanais) một trong những loài đông vật đặc trưng của Quần đảo Galápagos

Môn thể thao được nhiều người ưa chuộng nhất tại Ecuador, cũng như tại hầu hết quốc gia Nam Mỹ khác, là bóng đá. Những đội bóng chuyên nghiệp nổi tiếng nhất gồm C.S. Emelec ở Guayaquil, Liga Deportiva Universitaria de Quito của Quito, Olmedo thuộc Riobamba, và Deportivo Cuenca thuộc Cuenca. Các trận đấu của Ecuador là những sự kiện thể thao được nhiều người theo dõi nhất nước. Ecuador đã vào tới vòng chung kết của cả World Cup 2002, 2006, 2014 và 2022. Ecuador đã vượt qua Ba Lan và Costa Rica đứng thứ hai sau Đức tại Bảng A và lần đầu tiên trong lịch sử được vào vòng 2 và bị loại với tỷ số 0-1 trước Anh Quốc. Futsal là môn thể thao được nhiều người tham gia.
Trong những tầng lớp trung và thượng lưu thuộc xã hội Ecuador tennis rất được ưa chuộng, và nhiều tay vợt chuyên nghiệp Ecuador đã có tên tuổi trên đấu trường quốc tế như Francisco Segura, Andrés Gómez và Nicolas Lapentti. Bóng rổ cũng được nhiều người ưa thích, tuy người Ecuador thích kiểu biến thể Ecuavolley, với 3 người chơi của bóng rổ. Đấu bò chỉ được tổ chức cho những người chuyên nghiệp tại Quito, trong những hoạt động lễ hội hàng năm kỷ niệm việc thành lập thành phố của người Tây Ban Nha, dù những biến thể không đổ máu của môn thể thao này, được gọi là rodeos montubios vẫn thường được tổ chức trong nhiều dịp lễ hội tại các vùng quê.
Các môn thể thao Olympic cũng được ưa chuộng đặc biệt từ khi Ecuador giành được huy chương vàng Olympic đầu tiên tại Olympic Games Atlanta năm 1996, nhờ công Jefferson Pérez, môn đi bộ 20. Các môn thể thao phi truyền thống khác như xe đạp địa hình (mountainbiking), đua xe máy, lướt ván và paintball cũng đang phát triển.

### Ẩm thực
Thực phẩm tại Ecuador rất đa dạng, khác biệt theo độ cao cũng như theo các điều kiện canh tác. Lợn, gà, chuột là các loại thịt phổ biến tại các vùng núi và được dùng với nhiều loại ngũ cốc, khoai hay gạo khác nhau. Món ăn trên đường phố tại các vùng núi Ecuador là khoai dùng với thịt lợn quay (hornado). Fanesca cũng là một món nổi tiếng tại Ecuador, đó là một món súp được nấu trong dịp Lent và chế biến với 12 kiểu đậu (ví dụ đậu xanh, đậu lima, đậu lupini, đậu fava, vân vân) và sữa thường được ăn chung với cá tuyết.
Có rất nhiều hoa quả tươi ở đây, đặc biệt tại các vùng thấp. Hải sản phổ biến tại vùng bờ biển, đặc biệt là tôm pandan (prawn). Tôm và cua cũng là những đồ ăn chính tại vùng bờ biển. Chuối lá và đậu phộng và thực phẩm là những đồ ăn chính trong những bữa ăn vùng bờ biển, nói chung được phục vụ theo hai lượt: một "caldo", hay súp, có thể là "aguado" (một loại súp loãng, thường với thịt), hay "caldo de leche", một loại súp kem rau. Món thứ hai thường là gạo, một ít thịt hay cá trong một "menestra" (bát), và salad cùng rau. Patacones cũng là món thường thấy tại các bữa ăn vùng ven biển.
Một số món ăn tiêu biểu tại vùng biển là: ceviche, pan de almidón, corviche, guatita, encebollado và empanadas; tại vùng núi: hornado, fritada, humitas, tamales, llapingachos, lomo saltado, churrasco, vân vân.
Trong rừng nhiệt đới một sản phẩm lương thực chủ yếu là yuca, một loại rễ cây (cũng được gọi là cassava). Rễ có nhiều tinh bột được bóc vỏ, nấu chín, rán, hay dùng chế tạo nhiều món khác nhau. Vùng này có rất nhiều loại hoa quả.

### Nghệ thuật

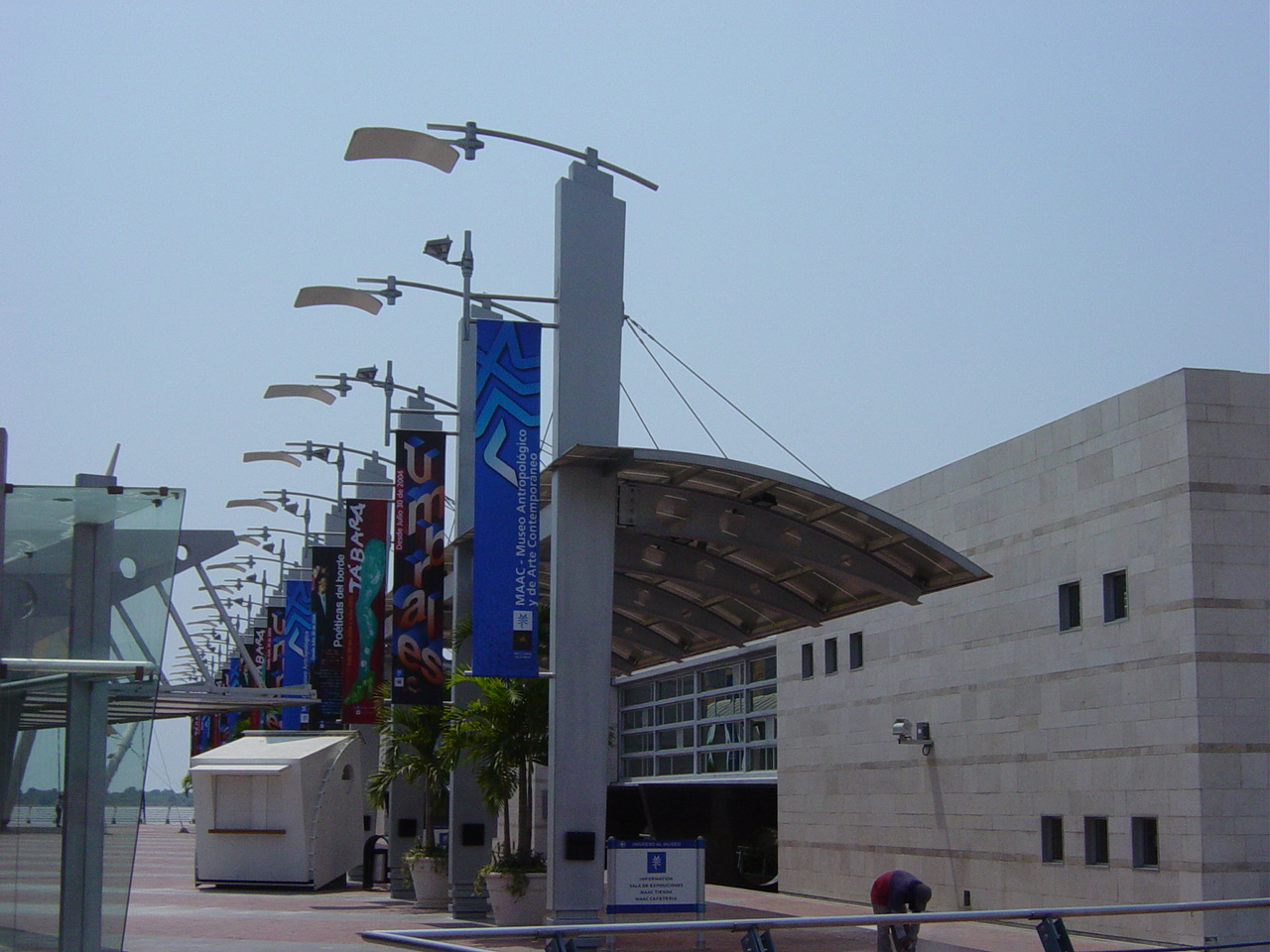
Bảo tàng Nhân loại học và Nghệ thuật đương đại (MAAC), gần đê chắn sóng tại Guayaquil

Có nhiều nhà văn Ecuador đương đại, gồm tiểu thuyết gia Jorge Enrique Adoum, nhà thơ Jorge Carrera Andrade, người viết tiểu luận Benjamín Carrión, nhà thơ Fanny Carrión de Fierro, tiểu thuyết gia Enrique Gil Gilbert, tiểu thuyết gia Jorge Icaza (tác giả cuốn "Huasipungo", đã được dịch ra nhiều thứ tiếng), tác giả truyện ngắn Pablo Palacio và Jorge Queirolo Bravo, tiểu thuyết gia Alicia Yanez Cossio.
Một số họa sĩ thuộc phong trào bản xứ cũng xuất thân từ Ecuador, gồm Oswaldo Guayasamín và Eduardo Kingman.
(đọc thêm Họa sĩ Ecuador)

### Điện ảnh
Ngoài phim, có nhiều cuốn sách và tiểu thuyết dựa trên bối cảnh Ecuador, gồm tiểu thuyết viễn tưởng của Rod Glenn, The King of America Lưu trữ ngày 17 tháng 8 năm 2016 tại Wayback Machine, và tiểu thuyết viễn tưởng "Galápagos", của Kurt Vonnegut.

## Vận tải
Ecuador có một mạng lưới đường cao tốc quốc gia do Ministerio de Obras Públicas y Comunicaciones (Bộ công trình công cộng và viễn thông) điều hành  Lưu trữ ngày 11 tháng 9 năm 2008 tại Wayback Machine. Xa lộ xuyên Mỹ nối các vùng phía bắc và phía nam đất nước và nối nước này với Colombia ở phía bắc, Peru ở phía nam. Chất lượng đường sá, kể cả đường chính, rất khác biệt. Có một mạng lưới xe buýt liên thành phố dày đặc trên những xa lộ đó.